# الملح الأسود (مسلسل)
الملح البارود أو الملح الاسود مسلسل أردني أنتج عام 1984.

## القصة
ملح البارود هو المادة التي يستخدمها عمال البناء في تفجير الصخور للحصول على الحجارة المستخدمة في البناء، ويطلق عادة على أماكن استخراج هذه الحجارة «المحاجر» وفي تلك المنطقة تدور أحداث المسلسل، تحكي الصراع بين الإنسان والطبيعة وهو أول مسلسل عربي يتناول هذا الجانب، وكيف يقاوم الإنسان الآلة التي تحاول أخذ دوره في هذا المجال.

## الممثلون
نبيل المشيني، زهير النوباني، عادل عفانه، داود جلاجل، جوزيف نانو، هشام هنيدي، ايمان كامل، حابس العبادي، احمد قوادري، مادلين طبر، وآخرون.